# Старий Буковець
Старий Буковець (пол. Stary Bukowiec) — село в Польщі, у гміні Стара Кішева Косьцерського повіту Поморського воєводства.
Населення — 289 осіб (2011).
У 1975-1998 роках село належало до Гданського воєводства.

## Демографія
Демографічна структура станом на 31 березня 2011 року:
|          | Загалом | Допрацездатний вік | Працездатний вік | Постпрацездатний вік |
| -------- | ------- | ------------------ | ---------------- | -------------------- |
| Чоловіки | 154     | 27                 | 113              | 14                   |
| Жінки    | 135     | 37                 | 73               | 25                   |
| Разом    | 289     | 64                 | 186              | 39                   |